# Кичуреста тиранова мухоловка
Кичуреста тиранова мухоловка (Mitrephanes phaeocercus) е вид птица от семейство Tyrannidae.

## Разпространение
Видът е разпространен в Гватемала, Еквадор, Колумбия, Коста Рика, Мексико, Никарагуа, Панама, Салвадор, САЩ и Хондурас.